# Alpiq
Alpiq est un énergéticien suisse à orientation européenne. L'entreprise est née de la fusion d'Atel Holding SA (Aare-Tessin AG für Elektrizität) et d'EOS S.A. (Énergie Ouest Suisse) et a commencé ses activités opérationnelles le 1er février 2009. L'entreprise est numéro deux de l'électricité en Suisse et gère 27 % de la production suisse et dispose du tiers de la puissance installée. Son siège est à Lausanne.
Le groupe énergétique emploie environ 1 221 personnes et est présent dans la plupart des pays européens. Il est considéré comme too big to fail en Suisse. Il est actif dans les domaines de la production, de négoce et de la fourniture d'énergie.

## Histoire
La société est née en 2009[réf. nécessaire] de la fusion de Énergie Ouest Suisse (EOS) et de Atel Holding SA.
Entre 2012 et 2016, son chiffre d'affaires a diminué de plus de la moitié et Alpiq a enregistré de lourdes pertes. La raison en était qu'Alpiq n'approvisionnait pas les clients finaux, mais vendait l'électricité produite sur le marché de gros, où les prix réalisables étaient alors inférieurs aux coûts de production. De plus, contrairement à d'autres énergies renouvelables, l'énergie hydraulique n'était pas soutenue par l'Etat. C'est pourquoi Alpiq a annoncé en mars 2016 vouloir vendre 49 % des centrales hydroélectriques, mais aucun acheteur n'a été trouvé,.
En 2016, Alpiq tente de se débarrasser de ses centrales nucléaires suisses, mais EDF refuse de les acheter : la société française a refusé en raison de « ses nombreux problèmes dans l'énergie nucléaire » ; à la suite de cela, Alpiq déclare vouloir les vendre même pour 1 CHF symbolique à l'État, vu qu'elle estime qu'elles vont perdre de l'argent cette prochaine décennie,.
Au premier semestre 2017, le secteur d'entreprise Génération Suisse, qui regroupait les centrales hydroélectriques et les deux participations dans les centrales nucléaires de Leibstadt et Gösgen, a enregistré des pertes de 100 millions de francs suisses. Ces pertes ont pu être compensées au cours des années suivantes.
En mars 2018, Bouygues acquiert les activités de services énergétiques et de constructions d'Alpiq pour 800 millions de francs suisses. Ces opérateurs concernent 7 650 employés d'Alpiq. À la suite d'un désaccord sur le montant final de l'ajustement, une procédure d'arbitrage a été engagée. Celui-ci s'est terminé en 2020 et Alpiq a remboursé plus de 50 millions de francs suisses à Bouygues.
Jusqu'en 2019, Alpiq possédait également deux centrales à charbon en République tchèque, jusqu'à ce que celles-ci soient transférées fin août 2019 au Seven Energy Group de l'investisseur Pavel Tykač, Alpiq investissant de plus en plus dans les énergies renouvelables. La vente de la centrale à charbon a réduit les émissions de CO2 de l'entreprise de 60 %,.
Lors de la conférence de presse de début avril 2019, il a été annoncé qu'EDF vendait ses parts d'Alpiq et quittait de manière anticipée l'accord de consortium précédemment résilié pour septembre 2020. Jusqu'à fin mai 2019, EOS-Holding et Primeo Energie ont repris chacun la moitié du paquet d'actions, financé par un prêt à conversion obligatoire de la fondation de placement CSA Infrastructure énergétique suisse du Credit Suisse. L'objectif était de décoter les actions Alpiq de la Six Swiss Exchange par le biais d'un squeeze out et de répartir le capital-actions d'Alpiq. La demande de décotation a été approuvée par la Six Exchange Regulation le 26 novembre 2019 et la décotation a été fixée au 17 décembre 2019. Le dernier jour en bourse, le cours était d'environ 70 francs suisses.

## Structure de l'entreprise
Alpiq Holding SA est une société anonyme régie par le Code des obligations suisse et dont le siège est à Lausanne. En tant qu'exploitante de plusieurs centrales électriques, elle est active dans les domaines de la production et du négoce d'énergie.
Les domaines opérationnels d'Alpiq Holding sont répartis en Suisse, International et Trading. Le domaine Suisse comprend l'exploitation de centrales hydroélectriques, nucléaires, éoliennes, photovoltaïques et de petites centrales hydroélectriques, ainsi que le développement de nouveaux projets de parcs éoliens et photovoltaïques en Suisse. Le secteur International comprend les centrales des autres sites européens. En outre, ce secteur est responsable de la commercialisation directe et de la gestion de l'énergie pour les clients. Le secteur Trading est responsable de la vente sur le marché européen du négoce d'électricité, ainsi que de l'optimisation des propres centrales électriques.
Alpiq Holding est dirigée par le Conseil d'administration et la Direction générale. Le Conseil d'administration est responsable de la haute direction et de l'orientation stratégique du Groupe Alpiq. En juillet 2023, le Conseil d'administration comprendra Johannes Teyssen (président), Jean-Yves Pidoux (vice-président), Conrad Ammann, Tobias Andrist, Aline Isoz, Ronald Trächsel et Jørgen Kildahl. Le conseil d'administration est également responsable de la supervision de la direction. Font partie de la direction Antje Kanngiesser (direction), Michael Wider (direction adjointe), Luca Baroni (directeur financier), Lukas Gresnigt (directeur du département International) et Navin Parasram (directeur du département Trading).

### Lieux d'implantation
Alpiq est active dans plusieurs pays d'Europe. Outre son siège social en Suisse, l'entreprise exploite des centrales sur plusieurs sites en Italie, en Espagne, en France et en Hongrie. Les différentes centrales nucléaires et hydroélectriques sont situées en Suisse, les centrales pour les nouvelles énergies renouvelables se trouvent en Suisse, en Italie et en France. Alpiq possède des centrales à gaz à cycle combiné en Italie, en Espagne et en Hongrie. D'autres filiales se trouvent en Tchéquie, en Allemagne et dans les pays nordiques. En outre, Alpiq est présente en Suède avec le développement d'un nouveau parc éolien.

### Alpiq Énergie France (Entreprise)
Alpiq Énergie France, dont le siège est à Paris-La Défense, est une filiale à 100 % du groupe Alpiq. Opérateur du marché français de l’électricité depuis 2002, Alpiq Énergie France se présente comme le fournisseur alternatif de référence pour les grands clients industriels et tertiaires, avec plus de 27 TWh d’énergie fournie en 2022, dont 17,1 TWh d’électricité et 10 TWh de gaz naturel vendus. Selon la Commission de régulation de l'énergie (CRE), Alpiq Énergie France disposait de 10 % des parts de marché en électricité sur le segment des grands clients non résidentiels en volume consommé au 31 décembre 2022.
Alpiq Energie France est par ailleurs agrégateur de production décentralisée (cogénération, biomasse, renouvelables) et fournisseur de flexibilité (effacement de consommation ou flexibilité de production). Il est régulièrement lauréat des appels d’offres effacement ou réserves tertiaires organisés par le gestionnaire de réseau RTE,.
Alpiq a mené un développement industriel en France qui se décline dans deux domaines de la production électrique : énergies renouvelables (éolien et hydroélectricité) et centrales à cycle combiné gaz. Elle a ainsi construit la centrale à cycle combiné gaz de 420 MW à Bayet, dans l'Allier mise en service en 2011 et exploité par sa filiale 3CB, pour un investissement de plus de 300 millions d'euros. Cette centrale a été revendue par le Groupe Alpiq fin 2015 au groupe Direct Energie, en raison d'une rentabilité grevée par la baisse des prix de gros de l'électricité qui affecte le secteur électrique depuis 2011. Alpiq s'était par ailleurs porté candidat en 2010 au renouvellement de concessions hydroélectriques en France. Alpiq développe en outre des projets dans la production d’hydrogène fondé sur une logique d’écosystème production-consommation à l’instar de son projet phrase Hydrospider en Suisse.

### Alpiq Retail France (Particuliers)
Depuis 2021, Alpiq propose une offre d'électricité à destination des particuliers via sa filiale Alpiq Retail France. L'entreprise propose également la commercialisation à partir de 2024 de contrats auprès des très petites entreprises dont la puissance souscrite est inférieure à 36 kVA.

### Chiffre d'affaires
Au cours de l'exercice 2023, Alpiq a réalisé un chiffre d'affaires de 8,4 milliards de francs suisses et employait en moyenne 1 121 collaborateurs. Le tableau suivant présente les chiffres de l'entreprise selon les IFRS d'Alpiq pour les années 2012 à 2023 :
| Année | Chiffre d'affaires (millions de francs suisses) | Bénéfice/perte (millions de francs suisses) | Employés |
| ----- | ----------------------------------------------- | ------------------------------------------- | -------- |
| 2012  | 12 723                                          | −1 094                                      | 10 039   |
| 2013  | 9 370                                           | 18                                          | 7 807    |
| 2014  | 8 058                                           | −902                                        | 8 017    |
| 2015  | 6 715                                           | −830                                        | 8 360    |
| 2016  | 6 078                                           | 294                                         | 8 557    |
| 2016  | 4 412                                           | 260                                         | 1 429    |
| 2017  | 5 525                                           | 4                                           | 1 504    |
| 2018  | 5 186                                           | −63                                         | 1 548    |
| 2019  | 4 099                                           | −268                                        | 1 226    |
| 2020  | 3 905                                           | 110                                         | 1 258    |
| 2021  | 7 177                                           | −271                                        | 1 266    |
| 2022  | 14 861                                          | 111                                         | 1 180    |
| 2023  | 8 396                                           | 1 331                                       | 1 221    |

### Actionnariat
Alpiq Holding SA dispose d'un capital-actions de plus de 331 103,64 francs suisses, réparti en 33 110 364 actions nominatives d'une valeur nominale de 0,01 franc suisse chacune. Les trois groupes d'actionnaires EOS-Holding SA, Schweizer Kraftwerksbeteiligungs-AG et le consortium des actionnaires minoritaires suisses détiennent chacun un tiers des actions Alpiq.
Parts au 31 décembre 2023 :
- 33,33 % EOS-Holding SA
- 33,33 % Schweizer Kraftwerksbeteiligungs-AG
- 19,91 % Primeo Energie (anciennement EBM)
- 06,44 % EBL (Elektra Baselland)
- 02,12 % Eniwa Holding AG
- 01,79 % Aziende Industriali di Lugano (AIL) SA
- 01,12 % IBB Holding AG
- 01,00 % Regio Energie Solothurn
- 00,96 % WWZ AG[36]

## Activités
Alpiq Holding SA est un producteur d'électricité et un négociant en énergie indépendant. Alpiq est active dans les domaines de la production d'énergie, du négoce d'énergie et des services. Ses clients sont des entreprises de taille moyenne, des grandes entreprises et des institutions publiques. Dans le commerce européen de l'énergie, Alpiq est représentée sur toutes les grandes bourses d'électricité et plates-formes de négoce.

### Mix énergétique (en capacité électrique installée)
Pour produire de l'électricité, Alpiq utilise l'énergie hydraulique, l'énergie nucléaire, centrales à gaz à cycle combiné et de nouvelles sources d'énergie renouvelables telles que les petites centrales hydroélectriques, éoliennes, et solaires. Alpiq dispose d'une production de 17 450 GWh, qui se répartit comme suit :
- 6 557 GWh d'énergie nucléaire (37 %)
- 5 380 GWh d'énergie hydraulique (31 %)
- 4 997 GWh centrales thermiques conventionnelles (29 %)
- 516 GWh de petite hydroélectricité, d'éolien et de photovoltaïque (3 %)[19]

### Centrales nucléaires
L'entreprise détient des participations dans deux centrales nucléaires. Alpiq détient une participation de 40 % dans la centrale nucléaire suisse de Gösgen (puissance de 1 060 MW), dont elle assure en outre la direction. Elle détient 27,4 % de la centrale nucléaire suisse de Leibstadt (puissance de 1 165 MW). En 2016, Alpiq a tenté de vendre les centrales nucléaires, car les coûts de production des centrales nucléaires étaient supérieurs aux prix de l'électricité de l'époque.

### Centrales hydroélectriques
Alpiq exploite et détient des participations dans des centrales à accumulation et des centrales au fil de l'eau en Suisse, ainsi que des petites centrales hydroélectriques en Suisse, en France et en Italie. L'eau stockée dans les lacs de retenue permet de produire rapidement de l'énergie de pointe en période de forte demande. Les besoins de base en électricité, consommés chaque jour, sont fournis par les centrales fluviales. Avec une faible déclivité, la force de grandes quantités d'eau dans les centrales fluviales permet de produire de l'énergie en ruban.
Les centrales hydroéletriques les plus importantes pour la Suisse sont celles de Grande Dixence, d'une puissance de plus de 2 000 mégawatts, et de Nant de Drance, d'une puissance de 900 mégawatts. Avec sa puissance de 900 mégawatts, Nant de Drance est l'une des centrales de pompage-turbinage les plus puissantes de Suisse. Alpiq détient des participations dans les deux installations, 60 % dans la centrale à accumulation de Grance Dixence et 39 % dans l'installation de Nant de Drance.
Alpiq possède et exploite également plusieurs centrales au fil de l'eau sur l'Aar dans les cantons de Soleure, de Valais, de Berne et d'Argovie. La centrale au fil de l'eau près de Flumenthal présente une puissance de 27 mégawatts et produit 146 millions de kilowattheures d'électricité par an. Avec une production annuelle d'environ 300 millions de kilowattheures et une puissance de 51,3 mégawatts, la centrale au fil de l'eau de Gösgen, près de Niedergösgen, est l'une des plus grandes centrales au fil de l'eau sur l'Aar. Le 23 septembre 2020, la centrale a obtenu une nouvelle concession pour 70 ans, avec effet rétroactif au 1er janvier 2020. Avec une puissance de 23 mégawatts, la centrale au fil de l'eau de Ruppoldingen produit 115 millions de kilowattheures par an et est certifiée par le label suisse d'éco-électricité naturemade star,.
Alpiq Holding exploite les centrales à accumulation suivantes :
| Installation                                               | Lieu                                     | Puissance MW | Production annuelle GWh | Participation |
| ---------------------------------------------------------- | ---------------------------------------- | ------------ | ----------------------- | ------------- |
| Blenio                                                     | Locarno TI, Suisse                       | 400          | 835                     | 17 %          |
| Cleuson-Dixence (avec les installations de Grande Dixence) | Bieudron, Riddes VS, Suisse              | 2 069        | 2 000                   | 72,7 %        |
| Emosson                                                    | Martigny VS, Suisse                      | 420          | 850                     | 50 %          |
| Gougra                                                     | Anniviers VS, Suisse                     | 168          | 643                     | 54 %          |
| Engadiner                                                  | Zernez GR, Suisse                        | 410          | 1 418                   | 22 %          |
| Grande Dixence (avec les installations de Cleuson-Dixence) | Bieudron, Riddes VS, Suisse              | 2 069        | 2 000                   | 60 %          |
| Hinterrhein                                                | Sils, Thusis, Bärenburg, Ferrara, Suisse | 744          | 1 368                   | 9,3 %         |
| Forces Motrices Hongrin-Léman S.A. (FMHL)                  | Veytaux VD, Suisse                       | 480          | 1 000                   | 39,3 %        |
| Maggia                                                     | Locarno TI, Suisse                       | 626          | 1 265                   | 12,5 %        |
| Electra-Massa                                              | Bitsch VS, Suisse                        | 340          | 564                     | 34,5 %        |
| Nant de Drance                                             | Finhaut VS, Suisse                       | 900          |                         | 39 %          |
| Salanfe S.A.                                               | Vernayaz VS, Suisse                      | 70           | 110                     | 100 %         |
| Simplon                                                    | Gondo, Gabi, Tannuwald, Suisse           | 80           | 258                     | 81,97 %       |
| Zervreila                                                  | Safien, Rothenbrunnen, Realta, Suisse    | 266          | 550                     | 21,6 %        |

Outre les centrales à accumulation, Alpiq exploite également les centrales au fil de l'eau suivantes :
| Installation       | Lieu                   | Puissance MW | Production annuelle GWh | Participation |
| ------------------ | ---------------------- | ------------ | ----------------------- | ------------- |
| Ruppoldingen       | Boningen, Suisse       | 23           | 115                     | 100 %         |
| Flumenthal         | Riedholz, Suisse       | 27           | 146                     | 62,1 %        |
| Gösgen             | Niedergösgen, Suisse   | 51,3         | 300                     | 100 %         |
| Ryburg-Schwörstadt | Rheinfelden, Suisse    | 120          | 705                     | 13,5 %        |
| Martigny-Bourg     | Martigny-Bourg, Suisse | 22           | 89                      | 18 %          |

### Centrales à cycle combiné et à turbines à gaz
Alpiq détient des participations allant jusqu'à 100 % dans des centrales à gaz à cycle combiné en Italie, en Espagne et en Hongrie.
| Installation   | Lieu                                | Puissance MW | Production annuelle GWh | Participation |
| -------------- | ----------------------------------- | ------------ | ----------------------- | ------------- |
| Csepel         | Csepel, Hongrie                     | 403          | 500                     | 100 %         |
| Novel          | Novara, Italie                      | 100          | 602                     | 51 %          |
| Plana del Vent | Vandellos, Espagne                  | 846          | 662                     | 50 %          |
| San Severo     | San Severo (Provinz Foggia), Italie | 403          | 1 421                   | 100 %         |
| Vercelli       | Vercelli, Italie                    | 40           |                         | 100 %         |

### Nouvelles énergies renouvelables
Outre les centrales hydroélectriques, Alpiq exploite également la production d'électricité par le biais de l'énergie éolienne, de la petite hydroélectricité et de l'énergie solaire. Pour l'optimisation des installations existantes ainsi que pour la planification, la construction, l'exploitation et l'entretien de nouvelles installations, Alpiq collabore avec des bureaux d'études et des entreprises dans les différentes régions. Le tableau suivant donne un aperçu des petites centrales hydroélectriques dans lesquelles Alpiq détient une participation où est propriétaire :
| Installation              | Lieu                         | Puissance MW | Production annuelle GWh | Participation |
| ------------------------- | ---------------------------- | ------------ | ----------------------- | ------------- |
| Alagna Valsesia           | Alagna Valsesia, Italie      | 4,6          | 9                       | 90 %          |
| Bätterkinden              | Bätterkinden, Suisse         | 0,37         | 2,47                    | 65 %          |
| Brüggmühle et Sittermühle | Bischofszell, Suisse         | 0,283        | 1,22                    | 100 %         |
| Buchholz                  | Gossau SG, Suisse            | 0,14         | 0,53                    | 23 %          |
| Cotlan                    | Rüti, Suisse                 | 2,6          | 12,5                    | 60 %          |
| Büttenen 1&2              | Grellingen, Suisse           | 0,895        | 5,43                    | 100 %         |
| Eisenhammer               | Flawil, Suisse               | 0,24         | 0,84                    | 100 %         |
| Freienstein               | Freienstein, Suisse          | 0,61         | 2,27                    | 18 %          |
| Grüneta                   | Müllheim, Suisse             | 0,198        | 1,41                    | 100 %         |
| Hagerhüsli                | Bätterkinden, Suisse         | 0,5          | 2,85                    | 65 %          |
| Hämmerli                  | Lenzburg, Suisse             | 0,1          | 0,5                     | 23 %          |
| Hüscherabach              | Hüscherabach, Suisse         | 1,9          | 6,1                     | 60 %          |
| Lavinuoz                  | Lavin, Suisse                | 2,9          | 10,8                    | 25 %          |
| Le Bayet                  | Saint-Paul-sur-Isère, France | 2,5          | 6,2                     | 100 %         |
| Model                     | Weinfelden, Suisse           | 0,418        | 2,51                    | 49 %          |
| Moos                      | Grellingen, Suisse           | 0,88         | 5,74                    | 100 %         |
| Matzingen                 | Matzingen, Suisse            | 0,105        | 0,64                    | 100 %         |
| Meyerhans                 | Weinfelden, Suisse           | 0,42         | 2,45                    | 49 %          |
| Murkart                   | Frauenfeld, Suisse           | 0,325        | 1,48                    | 100 %         |
| Nenzlingen                | Nenzlingen, Suisse           | 0,34         | 1,43                    | 100 %         |
| Peist                     | Arosa, Suisse                | 0,295        | 1,2                     | 51 %          |
| Riein                     | Riein, Suisse                | 0,015        | 0,07                    | 100 %         |
| Riva Valdobbia            | Riva Valdobbia, Italie       | 1,0          | 8,5                     | 90 %          |
| Seon                      | Seon, Suisse                 | 0,072        | 0,41                    | 75 %          |
| Striempel                 | Langnau am Albis, Suisse     | 0,014        | 0,046                   | 100 %         |
| Tambobach                 | Splügen, Suisse              | 1,835        | 7,85                    | 70 %          |
| Tomils                    | Tomils, Suisse               | 0,038        | 0,129                   | 100 %         |
| Trans                     | Trans, Suisse                | 0,022        | 0,09                    | 100 %         |
| Walzmühle                 | Frauenfeld, Suisse           | 0,062        | 0,37                    | 100 %         |
| Widen                     | Weinfelden, Suisse           | 0,77         | 4,4                     | 49 %          |

#### Centrales électriques solaires
Alpiq exploite plusieurs centrales solaires en Suisse, en France et en Italie. En 2022, Alpiq a lancé, en collaboration avec la commune de Gondo-Zwischbergen et l'Energie Electrique du Simplon, le projet Gondosolar pour l'installation de panneaux solaires à Alpjerung, près de la commune de Gondo,. En outre, Alpiq participe à d'autres projets d'installation de centrales photovoltaïques en haute montagne, comme les projets Prafleuri et Grimentz Solaire,.
| Installation                  | Lieu                                                                  | Puissance MW | Production annuelle GWh | Participation |
| ----------------------------- | --------------------------------------------------------------------- | ------------ | ----------------------- | ------------- |
| Kestenholz                    | Kestenholz, Suisse                                                    | 1,183        | 1,13                    | 100 %         |
| La Chaux                      | La Chaux, Suisse                                                      | 0,564        | 0,6                     | 100 %         |
| Ponthaux                      | Ponthaux, Suisse                                                      | 0,511        | 0,5                     | 100 %         |
| Ruppoldingen                  | Boningen, Suisse                                                      | 0,111        | 0,1                     | 100 %         |
| Società Agricola Solar Farm 2 | Cammarata, San Michele di Ganzaria, Campofranco et Monte Mele, Italie | 5,190        | 7                       | 100 %         |
| Società Agricola Solar Farm 4 | Naro, Italie                                                          | 8,408        | 13,5                    | 100 %         |

#### Centrales éoliennes
Alpiq exploite des centrales éoliennes en Italie, en France et en Suisse, où Alpiq a mis en service son premier parc éolien en janvier 2011. En outre, Alpiq participe au développement de nouveaux parcs éoliens en Suède. En décembre 2020, Alpiq et l'entreprise suisse Future Generation Renewable Energy (Fu-Gen) ont conclu un accord de copropriété pour le parc éolien de Tormoseröd, développé par Alpiq dans le sud-ouest de la Suède. Jusqu'en 2023, Alpiq possédait en outre un parc éolien en Bulgarie, mais celui-ci a été vendu avec Alpiq Wind Services au groupe Renalfa.
| Installation      | Lieu                                                 | Puissance MW | Production annuelle GWh | Participation |
| ----------------- | ---------------------------------------------------- | ------------ | ----------------------- | ------------- |
| Roca Rossa        | Caltanissetta, Palerme et Agrigento, Italie          | 84           | 127                     | 100 %         |
| Cers              | Beziers, France                                      | 11,5         | 36                      | 15 %          |
| Cattolica Eraclea | Caltanissetta, Palerme et Agrigento, Italie          | 40           | 56                      | 100 %         |
| Roussas-Gravières | Roussas, France                                      | 10,5         | 21                      | 100 %         |
| Le Peuchapatte    | Muriaux, Suisse                                      | 6,9          | 13,5                    | 100 %         |
| Ennese            | Ramacca, Raddusa, Castel di Judica et Assoro, Italie | 70,5         | 111                     | 100 %         |
| Monte Mele        | Realmonte et Agrigento, Italie                       | 9            | 12                      | 100 %         |

## Environnement et durabilité
En 2018, Alpiq a produit en moyenne 298 g d'équivalents CO2 et 19 millimètres cubes de déchets nucléaires par kilowattheure. Parmi les quatre plus grands groupes énergétiques de Suisse — outre Alpiq, il s'agit d'Axpo, de BKW et de Repower — Alpiq a obtenu le plus faible résultat avec une moyenne de 347 points de charge environnementale. La vente des deux dernières centrales à charbon en Tchèquie la même année a ainsi permis de réduire de 60 % les rejets de CO2 d'Alpiq.
Lors de la construction de la centrale de pompage-turbinage de Nant de Drance, un total de 22 millions de francs suisses a été investi dans des mesures de compensation écologique. Pour ce faire, une collaboration avec le WWF et Pro Natura a été mise en place. Les mesures comprenaient notamment la restauration de biotopes humides afin de permettre la recolonisation par des espèces animales et végétales menacées ou rares.
La société Hydrospider (une coentreprise à laquelle Alpiq participe) exploite une installation d'électrolyse pour la production d'hydrogène vert à la centrale hydroélectrique Alpiq de Gösgen.
Alpiq s'efforce également de protéger l'environnement dans les centrales électriques de l'entreprise. Dans les rivières en aval des centrales hydroélectriques, il y a souvent un manque de charriage, qui est considéré comme l'habitat de nombreux organismes aquatiques. Pour remédier au déficit de charriage dans l'Aar en aval de la centrale hydroélectrique de Ruppoldingen et protéger l'habitat, Alpiq a déversé en 2021 un total de 6 000 mètres cubes de gravier dans la rivière. La centrale hydroélectrique de Ruppoldingen est en outre certifiée naturemade star, la plus haute distinction pour l'éco-électricité en Suisse. Pour chaque kilowattheure de la centrale vendue avec une garantie d'origine, de l'argent est versé dans les fonds écologiques d'Alpiq. Ces fonds sont ensuite utilisés pour soutenir des mesures de valorisation et d'amélioration écologiques. Plus de cinq millions de francs suisses ont été investis dans de telles mesures, notamment des mesures de revitalisation sur le Witibach à Granges et la revalorisation écologique sur l'Aar.

## Communication

### Activités de lobbying

#### Auprès des institutions de l'Union européenne
Alpiq est inscrit depuis 2015 au registre de transparence des représentants d'intérêts auprès de la Commission européenne. Elle déclare en 2017 pour cette activité des dépenses annuelles d'un montant compris entre 300 000 et 400 000 euros.

#### En France
Pour l'année 2017, Alpiq déclare à la Haute Autorité pour la transparence de la vie publique exercer des activités de lobbying en France pour un montant qui n'excède pas 75 000 euros.